# IPTF14hls
iPTF14hls és una supernova inusual que ha esclatat contínuament els darrers tres anys, i pot ser que hagi explota entre dos i cinc cops des de 1954.

## Observacions
L'estrella iPTF14hls va ser descoberta el setembre de 2014 per l'Intermediate Palomar Transient Factory, i els astrònoms el van identificar com una estrella de tipus supernova al gener 2015. Es va creure llavors que era un esdeveniment de supernova (II de Tipus-P) que s'esvairia en aproximadament 100 dies, però en comptes d'això, va continuar la seva erupció més de 600 dies mentre fluctuant en brillantor com a mínim cinc vegades. La lluminositat varia fins a un 50% de forma irregular, com si l'estrella torni a explotar. També, enlloc de refredar-se com s'hauria d'esperar, l'estrella va mantenir una temperatura constant d'aproximadament 5,700 °C (5,970 K).
L'investigador principal és Iair Arcavi. El seu equip internacional va utilitzar el Low Resolution Imaging Spectrometer (LRIS) del telescopi Keck I per obtenir l'espectre de la galàxia amfitriona de l'estrella, i el Deep Imaging and Multi-Object Spectrograph (DEIMOS) al Keck II per obtenir l'espectre d'alta-resolució de la inusual supernova.
La galàxia amfitriona d'iPTF14hls és una galàxia nana, amb baix contingut de metall, i la dèbil absorció de la línia ferro vista en la supernova és compatible amb una baixa metal·licitat del progenitor. Els investigadors també van descobrir que l'índex d'expansió de les restes és més lent que qualsevol altra supernova coneguda en un factor 6, com si estigués explotant a càmera lenta. Tanmateix, la dilatació del temps per causes relativistes causaria un desplaçament cap al vermell de l'espectre pel mateix factor de 6, el qual és inconsistent amb les observacions.

### Observacions futures
Els plans de l'equip son de continuar controlant l'objecte en altres bandes de l'espectre en col·laboració amb telescopis internacionals addicionals i observatoris. Aquestes instruments inclouen el telescopi Nordic i el telescopi Swift de la NASA, que buscarà emissió de raigs X, mentre el Telescopi espacial Hubble començarà a observar la ubicació a partir de desembre de 2017.

## Hipòtesis
La teoria actual pronostica que l'estrella consumeix tot el seu hidrogen en la primera explosió, i depenent en la mida inicial de l'estrella, els romanents del nucli haurien de formar una estrella de neutrons o un forat negre, així que es creu que, en aquest cas, s'està observant un nou fenomen. No hi ha cap teoria que expliqui l'observació.
Una hipòtesi és que pugui ser el primer exemple d'una explosió que implica antimatèria en un nucli estel·lar. Això causaria que l'estrella fos extremadament inestable i experimentaria erupcions brillants recurrents en períodes d'anys. Una altra hipòtesi és que sigui una supernova de tipus d'inestabilitat de parells pulsants (pulsational pair-instability supernova), una estrella massiva que pot perdre quasi la meitat de la seva massa abans no comencen una sèrie de polsos violents. En cada pols, el material que s'allunya de l'estrella pot atrapar material ejectat prèviament i produir flaixos brillants de llum al col·lidir, simulant una explosió addicional (veu supernova impostora). Però aquesta explicació no explica la presència continuada de l'hidrogen observat.